# Viola lutea
Viola lutea — вид квіткових рослин родини фіалкових (Violaceae). Ареал: Австрія, Бельгія, Чехія, Франція, Німеччина, Велика Британія, Ірландія, Нідерланди, Польща, Іспанія, Швейцарія.

## Середовище проживання
Росте на гірських луках і пасовищах, переважно на кам'янистих ґрунтах, на кременистих субстратах, на висоті від 1000 до 1500 метрів.

## Морфологічна характеристика
Багаторічник, 10–40 см заввишки. Стеблова ніжка пряма або висхідна біля основи, трикутна в перерізі, тонка. Листки чергові, нижні округлі, верхні від видовжено-яйцеподібних до ланцетних. Прилистки розділені на ланцетні часточки, війчасті по краях і на поверхні. Квітки ростуть поодиноко на квітконіжках, довших за приквітки. Чашечка з п'ятьма ланцетними частками. Віночок 2–4 см, жовтий або пурпуровий, з рядом двоколірних перехідних форм, біля основи нижньої частки віночка з золотистою плямою і малюнком з чітко темних жилок. Шпорець у 0.5–2.5 раза довше решти пелюстки. Плід — коробочка. Цвіте з червня по вересень. 2n=48.

## Підвиди
Розрізняють чотири підвиди:
- Viola lutea subsp. calaminaria (Ging.) Nauenb.
- Viola lutea subsp. lutea
- Viola lutea subsp. sudetica (Willd.) Nyman
- Viola lutea var. westfalica A.A.H.Schulz або Viola lutea subsp. westfalica (A.A.H.Schulz) U.Hildebr. et al.